# Mistrzostwa świata do lat 18 w hokeju na lodzie mężczyzn 2018/I Dywizja
Mistrzostwa Świata do lat 18 w Hokeju na Lodzie Mężczyzn I Dywizji 2018 odbyły się w dwóch państwach: w łotewskiej Rydze oraz w ukraińskim Kijowie. Zawody rozegrano:
- dla grupy A: 2–8 kwietnia 2018
- dla grupy B: 14–20 kwietnia 2018.

W mistrzostwach pierwszej dywizji uczestniczyło 12 zespołów, które zostały podzielone na dwie grupy po 6 zespołów. Rozgrywały one mecze systemem każdy z każdym. Zwycięzca turnieju grupy A awansował do mistrzostw świata elity w 2019 roku, ostatni zespół grupy A spadł do grupy B, zastępując zwycięzcę turnieju grupy B. Najsłabsza drużyna grupy B spadła do drugiej dywizji.
Hale, w których odbywały się zawody to:
- Arēna Rīga, Ryga
- Pałac Sportu, Kijów

## Grupa A
Wyniki

Godziny podane w czasach lokalnych (UTC+03:00)
| 2 kwietnia 2018 | Niemcy | 7:2 | Dania | Arēna Rīga, Ryga |

| Szczegóły      | Szczegóły | Szczegóły       | Szczegóły                                  | Szczegóły                                                                         |
| -------------- | --- | --------------- | ------------------------------------------ | --------------------------------------------------------------------------------- |
| Godzina: 12:15 | L. Brune (EQ) 11:53 Y. Valenti (PP) 19:42 L. Schinko (EQ) 23:31 T. Fleischer (PP) 33:38 D. Wirt (EQ) 34:09 E. Betzold (EQ) 38:09 L. Schinko (PP) 44:52 | (2:0, 4:2, 1:0) | 32:06 (EQ) W. Madsen 39:02 (PP) P. Schultz | Widzów: 348 Sędzia główny: Aaro Brannare Sędziowie liniowi: Uldis Buss Henri Neva |
| Godzina: 12:15 | 8 min. kar |                 | 8 min. kar                                 | Widzów: 348 Sędzia główny: Aaro Brannare Sędziowie liniowi: Uldis Buss Henri Neva |

| 2 kwietnia 2018 | Norwegia | 2:5 | Kazachstan | Arēna Rīga, Ryga |

| Szczegóły      | Szczegóły                                     | Szczegóły       | Szczegóły | Szczegóły                                                                                    |
| -------------- | --------------------------------------------- | --------------- | --- | -------------------------------------------------------------------------------------------- |
| Godzina: 16:15 | L. C. Rodne (EQ) 10:28 L. C. Rodne (EQ) 33:02 | (1:3, 1:2, 0:0) | 07:16 (EQ) A. Bujalski 17:50 (EQ) A. Bujalski 18:19 (EQ) O. Bojko 35:28 (EQ) J. Asuchanow 36:06 (EQ) S. Priachin | Widzów: 349 Sędzia główny: Andrew Bruggeman Sędziowie liniowi: Maris Locans Sotaro Yamaguchi |
| Godzina: 16:15 | 2 min. kar                                    |                 | 6 min. kar | Widzów: 349 Sędzia główny: Andrew Bruggeman Sędziowie liniowi: Maris Locans Sotaro Yamaguchi |

| 2 kwietnia 2018 | Słowenia | 1:2 | Łotwa | Arēna Rīga, Ryga |

| Szczegóły      | Szczegóły            | Szczegóły       | Szczegóły                                   | Szczegóły                                                                                      |
| -------------- | -------------------- | --------------- | ------------------------------------------- | ---------------------------------------------------------------------------------------------- |
| Godzina: 20:15 | M. Tavcar (EQ) 33:00 | (0:2, 1:0, 0:0) | 05:05 (EQ) G. Bergs 17:25 (EQ) R. Grinbergs | Widzów: 1126 Sędzia główny: Patric Bjalkander Sędziowie liniowi: Daniel Duarte David Nothegger |
| Godzina: 20:15 | 12 min. kar          |                 | 14 min. kar                                 | Widzów: 1126 Sędzia główny: Patric Bjalkander Sędziowie liniowi: Daniel Duarte David Nothegger |

| 3 kwietnia 2018 | Kazachstan | 0:1 | Niemcy | Arēna Rīga, Ryga |

| Szczegóły      | Szczegóły  | Szczegóły       | Szczegóły             | Szczegóły                                                                                    |
| -------------- | ---------- | --------------- | --------------------- | -------------------------------------------------------------------------------------------- |
| Godzina: 12:15 |            | (0:1, 0:0, 0:0) | 16:34 (EQ) Y. Valenti | Widzów: 147 Sędzia główny: Andrew Bruggeman Sędziowie liniowi: David Nothegger Michal Orolin |
| Godzina: 12:15 | 4 min. kar |                 | 10 min. kar           | Widzów: 147 Sędzia główny: Andrew Bruggeman Sędziowie liniowi: David Nothegger Michal Orolin |

| 3 kwietnia 2018 | Dania | 2:3 | Słowenia | Arēna Rīga, Ryga |

| Szczegóły      | Szczegóły                              | Szczegóły       | Szczegóły                                                        | Szczegóły                                                                             |
| -------------- | -------------------------------------- | --------------- | ---------------------------------------------------------------- | ------------------------------------------------------------------------------------- |
| Godzina: 16:15 | O. Kjaer (PP) 14:47 M. Koch (EQ) 50:42 | (1:0, 0:1, 1:2) | 31:35 (PP) N. Sirovnik 41:41 (PP) M. Bohinc 58:34 (EQ) M. Bohinc | Widzów: 210 Sędzia główny: Andriej Szrubok Sędziowie liniowi: Uldis Buss Maris Locans |
| Godzina: 16:15 | 10 min. kar                            |                 | 8 min. kar                                                       | Widzów: 210 Sędzia główny: Andriej Szrubok Sędziowie liniowi: Uldis Buss Maris Locans |

| 3 kwietnia 2018 | Łotwa | 3:0 | Norwegia | Arēna Rīga, Ryga |

| Szczegóły      | Szczegóły                                                             | Szczegóły       | Szczegóły   | Szczegóły                                                                               |
| -------------- | --------------------------------------------------------------------- | --------------- | ----------- | --------------------------------------------------------------------------------------- |
| Godzina: 20:15 | D. Fjodorovs (EQ) 24:36 R. Grinbergs (PP) 53:10 G. Millers (EQ) 59:39 | (0:0, 1:0, 2:0) |             | Widzów: 983 Sędzia główny: Aaro Brannare Sędziowie liniowi: Henri Neva Sotaro Yamaguchi |
| Godzina: 20:15 | 14 min. kar                                                           |                 | 12 min. kar | Widzów: 983 Sędzia główny: Aaro Brannare Sędziowie liniowi: Henri Neva Sotaro Yamaguchi |

| 5 kwietnia 2018 | Słowenia | 0:5 | Norwegia | Arēna Rīga, Ryga |

| Szczegóły      | Szczegóły  | Szczegóły       | Szczegóły | Szczegóły                                                                            |
| -------------- | ---------- | --------------- | --- | ------------------------------------------------------------------------------------ |
| Godzina: 12:15 |            | (0:0, 0:4, 0:1) | 20:39 (EQ) C. van Doorn 21:01 (EQ) C. Hallgren 31:45 (EQ) L. C. Rodne 35:37 (EQ) J. Hafsmoe 49:07 (EQ) S. Froberg | Widzów: 210 Sędzia główny: Aaro Brannare Sędziowie liniowi: Daniel Duarte Henri Neva |
| Godzina: 12:15 | 6 min. kar |                 | 6 min. kar | Widzów: 210 Sędzia główny: Aaro Brannare Sędziowie liniowi: Daniel Duarte Henri Neva |

| 5 kwietnia 2018 | Kazachstan | 2:4 | Dania | Arēna Rīga, Ryga |

| Szczegóły      | Szczegóły                                 | Szczegóły       | Szczegóły                                                                            | Szczegóły                                                                               |
| -------------- | ----------------------------------------- | --------------- | ------------------------------------------------------------------------------------ | --------------------------------------------------------------------------------------- |
| Godzina: 16:15 | M. Musorow (PP) 09:17 O. Bojko (PP) 16:50 | (2:1, 0:1, 0:2) | 14:13 (PP) P. Schultz 26:36 (EQ) V. Cubars 41:25 (PP) J. Andersen 56:49 (EQ) M. Koch | Widzów: 214 Sędzia główny: Patric Bjalkander Sędziowie liniowi: Uldis Buss Maris Locans |
| Godzina: 16:15 | 18 min. kar                               |                 | 20 min. kar                                                                          | Widzów: 214 Sędzia główny: Patric Bjalkander Sędziowie liniowi: Uldis Buss Maris Locans |

| 5 kwietnia 2018 | Łotwa | 3:1 | Niemcy | Arēna Rīga, Ryga |

| Szczegóły      | Szczegóły                                                                   | Szczegóły       | Szczegóły             | Szczegóły                                                                                       |
| -------------- | --------------------------------------------------------------------------- | --------------- | --------------------- | ----------------------------------------------------------------------------------------------- |
| Godzina: 20:15 | P. Marcinkevics (EQ) 16:24 V. Barkovskis (EQ) 31:58 D. Fjodorovs (EQ) 48:32 | (1:1, 1:0, 1:0) | 11:51 (PP) Y. Valenti | Widzów: 1894 Sędzia główny: Andriej Szrubok Sędziowie liniowi: David Nothegger Sotaro Yamaguchi |
| Godzina: 20:15 | 10 min. kar                                                                 |                 | 12 min. kar           | Widzów: 1894 Sędzia główny: Andriej Szrubok Sędziowie liniowi: David Nothegger Sotaro Yamaguchi |

| 6 kwietnia 2018 | Kazachstan | 7:1 | Słowenia | Arēna Rīga, Ryga |

| Szczegóły      | Szczegóły | Szczegóły       | Szczegóły              | Szczegóły                                                                          |
| -------------- | --- | --------------- | ---------------------- | ---------------------------------------------------------------------------------- |
| Godzina: 12:15 | M. Musorow (EQ) 00:54 I. Nesterow (PP) 15:11 W. Sajko (EQ) 16:35 W. Sajko (EQ) 28:35 A. Bujalski (EQ) 44:34 O. Bojko (EQ) 47:24 M. Musorow (EQ) 54:28 | (3:0, 1:0, 3:1) | 48:35 (EQ) A. Prosotor | Widzów: 86 Sędzia główny: Andriej Szrubok Sędziowie liniowi: Uldis Buss Henri Neva |
| Godzina: 12:15 | 8 min. kar |                 | 10 min. kar            | Widzów: 86 Sędzia główny: Andriej Szrubok Sędziowie liniowi: Uldis Buss Henri Neva |

| 6 kwietnia 2018 | Norwegia | 4:5 | Niemcy | Arēna Rīga, Ryga |

| Szczegóły      | Szczegóły                                                                                            | Szczegóły       | Szczegóły                                                                                               | Szczegóły                                                                                    |
| -------------- | --- | --------------- | --- | -------------------------------------------------------------------------------------------- |
| Godzina: 16:15 | C. Spaberg Olsen (PP) 10:18 E. B. Jensen (EQ) 23:54 S. Hurrod (PP) 31:28 C. Spaberg Olsen (PP) 52:40 | (1:2, 2:2, 1:1) | 11:53 (EQ) S. Hon 13:37 (EQ) L. Schinko 29:09 (EQ) J. Schutz 32:07 (EQ) Y. Valenti 47:18 (EQ) J. Schutz | Widzów: 157 Sędzia główny: Patric Bjalkander Sędziowie liniowi: Maris Locans David Nothegger |
| Godzina: 16:15 | 10 min. kar                                                                                          |                 | 14 min. kar                                                                                             | Widzów: 157 Sędzia główny: Patric Bjalkander Sędziowie liniowi: Maris Locans David Nothegger |

| 6 kwietnia 2018 | Dania | 1:4 | Łotwa | Arēna Rīga, Ryga |

| Szczegóły      | Szczegóły            | Szczegóły       | Szczegóły                                                                              | Szczegóły                                                                                      |
| -------------- | -------------------- | --------------- | -------------------------------------------------------------------------------------- | ---------------------------------------------------------------------------------------------- |
| Godzina: 20:15 | V. Cubars (EQ) 01:45 | (1:1, 0:0, 0:3) | 08:33 (EQ) P. Ozols 46:06 (PP) A. Koppass 53:07 (EQ) V. Barkovskis 59:35 (EQ) R. Polcs | Widzów: 2200 Sędzia główny: Andrew Bruggeman Sędziowie liniowi: Daniel Duarte Sotaro Yamaguchi |
| Godzina: 20:15 | 8 min. kar           |                 | 6 min. kar                                                                             | Widzów: 2200 Sędzia główny: Andrew Bruggeman Sędziowie liniowi: Daniel Duarte Sotaro Yamaguchi |

| 8 kwietnia 2018 | Dania | 5:3 | Norwegia | Arēna Rīga, Ryga |

| Szczegóły      | Szczegóły                                                                                             | Szczegóły       | Szczegóły                                                          | Szczegóły                                                                                |
| -------------- | --- | --------------- | ------------------------------------------------------------------ | ---------------------------------------------------------------------------------------- |
| Godzina: 12:15 | O. True (EQ) 14:08 F. Kaels (EQ) 17:24 M. Olesen (EQ) 22:51 P. Schutz (PP) 39:58 P. Schutz (EQ) 44:52 | (2:0, 2:2, 1:1) | 26:24 (EQ) S. Vaaler 30:40 (PP) C. van Doorn 47:12 (PP) O. J. Holm | Widzów: 163 Sędzia główny: Andriej Szrubok Sędziowie liniowi: Daniel Duarte Maris Locans |
| Godzina: 12:15 | 8 min. kar                                                                                            |                 | 12 min. kar                                                        | Widzów: 163 Sędzia główny: Andriej Szrubok Sędziowie liniowi: Daniel Duarte Maris Locans |

| 8 kwietnia 2018 | Niemcy | 8:2 | Słowenia | Arēna Rīga, Ryga |

| Szczegóły      | Szczegóły | Szczegóły       | Szczegóły                                 | Szczegóły                                                                                  |
| -------------- | --- | --------------- | ----------------------------------------- | ------------------------------------------------------------------------------------------ |
| Godzina: 16:15 | S. Hon (EQ) 00:52 M. Alberg (EQ) 01:08 T. Jentzsch (EQ) 05:52 E. Schitz (EQ) 12:09 Y. Valenti (EQ) 13:55 E. Schitz (EQ) 22:25 E. Schitz (EQ) 47:20 T. Stutzle (EQ) 56:55 | (5:2, 1:0, 2:0) | 11:39 (EQ) N. Vilfan 12:51 (EQ) N. Vilfan | Widzów: 110 Sędzia główny: Andrew Bruggeman Sędziowie liniowi: Uldis Buss Sotaro Yamaguchi |
| Godzina: 16:15 | 10 min. kar |                 | 4 min. kar                                | Widzów: 110 Sędzia główny: Andrew Bruggeman Sędziowie liniowi: Uldis Buss Sotaro Yamaguchi |

| 8 kwietnia 2018 | Łotwa | 2:1 | Kazachstan | Arēna Rīga, Ryga |

| Szczegóły      | Szczegóły                                     | Szczegóły       | Szczegóły               | Szczegóły                                                                              |
| -------------- | --------------------------------------------- | --------------- | ----------------------- | -------------------------------------------------------------------------------------- |
| Godzina: 20:15 | E. Osenieks (PP2) 06:58 G. Millers (EQ) 55:19 | (1:1, 0:0, 1:0) | 04:36 (PP) J. Musabajew | Widzów: 860 Sędzia główny: Aaro Brannare Sędziowie liniowi: Henri Neva David Nothegger |
| Godzina: 20:15 | 10 min. kar                                   |                 | 63 min. kar             | Widzów: 860 Sędzia główny: Aaro Brannare Sędziowie liniowi: Henri Neva David Nothegger |

Tabela
| Lp | Zespół     | M | Pkt | Z | Zd | Pd | P | G+ | G- | +/- |
| -- | ---------- | - | --- | - | -- | -- | - | -- | -- | --- |
| 1. | Łotwa      | 5 | 15  | 5 | 0  | 0  | 0 | 14 | 4  | +10 |
| 2. | Niemcy     | 5 | 12  | 4 | 0  | 0  | 1 | 22 | 11 | +11 |
| 3. | Dania      | 5 | 6   | 2 | 0  | 0  | 3 | 14 | 19 | -5  |
| 4. | Kazachstan | 5 | 6   | 2 | 0  | 0  | 3 | 15 | 10 | +5  |
| 5. | Norwegia   | 5 | 3   | 1 | 0  | 0  | 4 | 14 | 18 | -4  |
| 6. | Słowenia   | 5 | 3   | 1 | 0  | 0  | 4 | 7  | 24 | -17 |

      = awans do elity       = spadek do I dywizji, grupy B
Statystyki indywidualne
- Klasyfikacja strzelców:  Yannik Valenti
- Klasyfikacja asystentów:  Taro Jentzsch
- Klasyfikacja kanadyjska:  Taro Jentzsch
- Klasyfikacja +/-:  Eric Mik/ Tobias Moller
- Klasyfikacja skuteczności interwencji bramkarzy:  Janis Voris
- Klasyfikacja średniej goli straconych na mecz bramkarzy:  Janis Voris/ Arturs Silovs

Nagrody indywidualne
Dyrektoriat turnieju wybrał trójkę najlepszych zawodników na każdej pozycji:
- Bramkarz:  Janis Voris
- Obrońca:  Moritz Seider
- Napastnik:  Yannik Valenti

## Grupa B
Wyniki

Godziny podane w czasach lokalnych (UTC+03:00)
| 14 kwietnia 2018 | Ukraina | 0:1 | Japonia | Pałac Sportu, Kijów |

| Szczegóły      | Szczegóły  | Szczegóły       | Szczegóły         | Szczegóły                                                                                     |
| -------------- | ---------- | --------------- | ----------------- | --------------------------------------------------------------------------------------------- |
| Godzina: 13:00 |            | (0:0, 0:0, 0:1) | 42:23 (PP) T. Abe | Widzów: 3007 Sędzia główny: Gints Zviedritis Sędziowie liniowi: Lodewyk Beelen James Kavanagh |
| Godzina: 13:00 | 6 min. kar |                 | 14 min. kar       | Widzów: 3007 Sędzia główny: Gints Zviedritis Sędziowie liniowi: Lodewyk Beelen James Kavanagh |

| 14 kwietnia 2018 | Włochy | 1:2 | Austria | Pałac Sportu, Kijów |

| Szczegóły      | Szczegóły             | Szczegóły       | Szczegóły                                         | Szczegóły                                                                               |
| -------------- | --------------------- | --------------- | ------------------------------------------------- | --------------------------------------------------------------------------------------- |
| Godzina: 16:30 | E. Bitetto (EQ) 16:29 | (1:2, 0:0, 0:0) | 05:49 (SH) B. Lanzinger 17:15 (EQ) B. Baumgartner | Widzów: 1489 Sędzia główny: Christian Persson Sędziowie liniowi: Havar Dahl Wiktor Zień |
| Godzina: 16:30 | 8 min. kar            |                 | 8 min. kar                                        | Widzów: 1489 Sędzia główny: Christian Persson Sędziowie liniowi: Havar Dahl Wiktor Zień |

| 14 kwietnia 2018 | Rumunia | 0:5 | Węgry | Pałac Sportu, Kijów |

| Szczegóły      | Szczegóły   | Szczegóły       | Szczegóły | Szczegóły                                                                                |
| -------------- | ----------- | --------------- | --- | ---------------------------------------------------------------------------------------- |
| Godzina: 20:00 |             | (0:3, 0:1, 0:1) | 03:05 (PP) P. B. Szecsi 03:46 (EQ) L. Keresztes 11:34 (EQ) M. Revesz 39:14 (EQ) M. Revesz 52:35 (SH) B. Dezsi | Widzów: 1198 Sędzia główny: Joris Muller Sędziowie liniowi: Riley Bowles Artem Korepanow |
| Godzina: 20:00 | 29 min. kar |                 | 8 min. kar | Widzów: 1198 Sędzia główny: Joris Muller Sędziowie liniowi: Riley Bowles Artem Korepanow |

| 15 kwietnia 2018 | Austria | 3:5 | Ukraina | Pałac Sportu, Kijów |

| Szczegóły      | Szczegóły                                                        | Szczegóły       | Szczegóły | Szczegóły                                                                               |
| -------------- | ---------------------------------------------------------------- | --------------- | --- | --------------------------------------------------------------------------------------- |
| Godzina: 13:00 | A. Kandemir (EQ) 16:42 L. Lindner (EQ) 20:40 M. Rossi (PP) 30:23 | (1:1, 2:1, 0:3) | 09:20 (PP) D. Danilenko 21:51 (EQ) H. Kriwoszapkin 56:02 (EQ) F. Morozow 56:46 (EQ) H. Kriwoszapkin 59:30 (EQ) A. Mateiczenko | Widzów: 3104 Sędzia główny: Joris Muller Sędziowie liniowi: Lodewyk Beelen Riley Bowles |
| Godzina: 13:00 | 8 min. kar                                                       |                 | 8 min. kar | Widzów: 3104 Sędzia główny: Joris Muller Sędziowie liniowi: Lodewyk Beelen Riley Bowles |

| 15 kwietnia 2018 | Japonia | 5:3 | Rumunia | Pałac Sportu, Kijów |

| Szczegóły      | Szczegóły                                                                                              | Szczegóły       | Szczegóły                                                               | Szczegóły                                                                                   |
| -------------- | --- | --------------- | ----------------------------------------------------------------------- | ------------------------------------------------------------------------------------------- |
| Godzina: 16:30 | K. Momen (EQ) 07:33 T. Abe (EQ) 23:06 K. Yoneyama (PP) 33:33 D. Karatsu (EQ) 38:22 S. Araki (EQ) 49:14 | (1:1, 3:2, 1:0) | 07:06 (SH) E. Casaneanu 25:55 (PP) E. Casaneanu 37:20 (EQ) E. Casaneanu | Widzów: 1259 Sędzia główny: Roman Mrkva Sędziowie liniowi: Artem Korepanow Anton Peretiatko |
| Godzina: 16:30 | 4 min. kar                                                                                             |                 | 6 min. kar                                                              | Widzów: 1259 Sędzia główny: Roman Mrkva Sędziowie liniowi: Artem Korepanow Anton Peretiatko |

| 15 kwietnia 2018 | Węgry | 4:0 | Włochy | Pałac Sportu, Kijów |

| Szczegóły      | Szczegóły                                                                             | Szczegóły       | Szczegóły   | Szczegóły                                                                                  |
| -------------- | ------------------------------------------------------------------------------------- | --------------- | ----------- | ------------------------------------------------------------------------------------------ |
| Godzina: 20:00 | L. Keresztes (EQ) 07:51 A. Kovacs (EQ) 35:32 D. Peter (PP) 48:43 S. Kovacs (EQ) 56:35 | (1:0, 1:0, 2:0) |             | Widzów: 1047 Sędzia główny: Gints Zviedritis Sędziowie liniowi: James Kavanagh Wiktor Zień |
| Godzina: 20:00 | 30 min. kar                                                                           |                 | 12 min. kar | Widzów: 1047 Sędzia główny: Gints Zviedritis Sędziowie liniowi: James Kavanagh Wiktor Zień |

| 17 kwietnia 2018 | Rumunia | 1:7 | Włochy | Pałac Sportu, Kijów |

| Szczegóły      | Szczegóły                    | Szczegóły       | Szczegóły | Szczegóły                                                                               |
| -------------- | ---------------------------- | --------------- | --- | --------------------------------------------------------------------------------------- |
| Godzina: 13:00 | O. Sandor-Szekely (EQ) 55:49 | (0:2, 0:2, 1:3) | 01:15 (EQ) E. Bitetto 10:55 (PS) A. Zecchetto 29:06 (PP) G. de Giacinto 35:42 (EQ) E. Bitetto 41:29 (EQ) P. Tomasini 46:32 (EQ) T. Pisetta 48:06 (EQ) A. Damin | Widzów: 549 Sędzia główny: Joris Muller Sędziowie liniowi: Riley Bowles Artem Korepanow |
| Godzina: 13:00 | 16 min. kar                  |                 | 2 min. kar | Widzów: 549 Sędzia główny: Joris Muller Sędziowie liniowi: Riley Bowles Artem Korepanow |

| 17 kwietnia 2018 | Austria | 4:0 | Japonia | Pałac Sportu, Kijów |

| Szczegóły      | Szczegóły                                                                               | Szczegóły       | Szczegóły   | Szczegóły                                                                                   |
| -------------- | --------------------------------------------------------------------------------------- | --------------- | ----------- | ------------------------------------------------------------------------------------------- |
| Godzina: 16:30 | L. Thaler (EQ) 05:01 M. Rossi (PP) 08:31 B. Lanzinger (PP) 28:20 M. Rebernig (EQ) 41:46 | (2:0, 1:0, 1:0) |             | Widzów: 1571 Sędzia główny: Christian Persson Sędziowie liniowi: James Kavanagh Wiktor Zień |
| Godzina: 16:30 | 0 min. kar                                                                              |                 | 12 min. kar | Widzów: 1571 Sędzia główny: Christian Persson Sędziowie liniowi: James Kavanagh Wiktor Zień |

| 17 kwietnia 2018 | Węgry | 3:4 | Ukraina | Pałac Sportu, Kijów |

| Szczegóły      | Szczegóły                                                         | Szczegóły       | Szczegóły                                                                                   | Szczegóły                                                                            |
| -------------- | ----------------------------------------------------------------- | --------------- | ------------------------------------------------------------------------------------------- | ------------------------------------------------------------------------------------ |
| Godzina: 20:00 | M. Revesz (EQ) 12:58 L. Keresztes (PP) 52:24 M. Almasi (EQ) 56:08 | (1:1, 0:2, 2:1) | 09:53 (EQ) F. Morozow 31:11 (EQ) F. Morozow 33:12 (PP) N. Kruljakow 43:29 (EQ) D. Danilenko | Widzów: 4537 Sędzia główny: Roman Mrkva Sędziowie liniowi: Lodewyk Beelen Havar Dahl |
| Godzina: 20:00 | 10 min. kar                                                       |                 | 12 min. kar                                                                                 | Widzów: 4537 Sędzia główny: Roman Mrkva Sędziowie liniowi: Lodewyk Beelen Havar Dahl |

| 18 kwietnia 2018 | Austria | 7:1 | Rumunia | Pałac Sportu, Kijów |

| Szczegóły      | Szczegóły | Szczegóły       | Szczegóły             | Szczegóły                                                                                |
| -------------- | --- | --------------- | --------------------- | ---------------------------------------------------------------------------------------- |
| Godzina: 13:00 | A. Kandemir (EQ) 04:57 M. Rebernig (EQ) 05:31 B. Baumgartner (PP2) 11:37 D. Maier (PP) 15:17 B. Lanzinger (EQ) 28:24 M. Rebernig (EQ) 42:08 B. Wohlfahrt (EQ) 53:52 | (4:0, 1:1, 2:0) | 26:01 (EQ) D. Petrica | Widzów: 954 Sędzia główny: Roman Mrkva Sędziowie liniowi: James Kavanagh Artem Korepanow |
| Godzina: 13:00 | 6 min. kar |                 | 12 min. kar           | Widzów: 954 Sędzia główny: Roman Mrkva Sędziowie liniowi: James Kavanagh Artem Korepanow |

| 18 kwietnia 2018 | Japonia | 3:2 pk. | Węgry | Pałac Sportu, Kijów |

| Szczegóły      | Szczegóły                                                  | Szczegóły                 | Szczegóły                               | Szczegóły                                                                                   |
| -------------- | ---------------------------------------------------------- | ------------------------- | --------------------------------------- | ------------------------------------------------------------------------------------------- |
| Godzina: 16:30 | C. Hanzawa (EQ) 01:44 T. Abe (PP) 27:22 T. Abe (GWG) 65:00 | (1:0, 1:0, 0:2, 0:0, 1:0) | 42:42 (EQ) S. Kovacs 59:04 (EQ) K. Papp | Widzów: 1398 Sędzia główny: Gints Zviedritis Sędziowie liniowi: Lodewyk Beelen Riley Bowles |
| Godzina: 16:30 | 14 min. kar                                                |                           | 16 min. kar                             | Widzów: 1398 Sędzia główny: Gints Zviedritis Sędziowie liniowi: Lodewyk Beelen Riley Bowles |

| 18 kwietnia 2018 | Włochy | 1:3 | Ukraina | Pałac Sportu, Kijów |

| Szczegóły      | Szczegóły            | Szczegóły       | Szczegóły                                                              | Szczegóły                                                                               |
| -------------- | -------------------- | --------------- | ---------------------------------------------------------------------- | --------------------------------------------------------------------------------------- |
| Godzina: 20:00 | F. Salvai (EQ) 28:24 | (0:0, 1:2, 0:1) | 32:27 (PP) N. Kruljakow 33:24 (PP) D. Babczuk 51:20 (EQ) O. Pieresunko | Widzów: 4827 Sędzia główny: Christian Persson Sędziowie liniowi: Havar Dahl Wiktor Zień |
| Godzina: 20:00 | 29 min. kar          |                 | 4 min. kar                                                             | Widzów: 4827 Sędzia główny: Christian Persson Sędziowie liniowi: Havar Dahl Wiktor Zień |

| 20 kwietnia 2018 | Japonia | 3:2 pd. | Włochy | Pałac Sportu, Kijów |

| Szczegóły      | Szczegóły                                                  | Szczegóły            | Szczegóły                                   | Szczegóły                                                                                |
| -------------- | ---------------------------------------------------------- | -------------------- | ------------------------------------------- | ---------------------------------------------------------------------------------------- |
| Godzina: 13:00 | S. Araki (EQ) 10:14 T. Abe (EQ) 51:00 T. Takebe (PP) 61:48 | (1:1, 0:0, 1:1, 1:0) | 09:20 (PP) M. Luisetti 56:10 (SH) S. Deluca | Widzów: 1073 Sędzia główny: Roman Mrkva Sędziowie liniowi: Lodewyk Beelen James Kavanagh |
| Godzina: 13:00 | 26 min. kar                                                |                      | 20 min. kar                                 | Widzów: 1073 Sędzia główny: Roman Mrkva Sędziowie liniowi: Lodewyk Beelen James Kavanagh |

| 20 kwietnia 2018 | Węgry | 0:4 | Austria | Pałac Sportu, Kijów |

| Szczegóły      | Szczegóły   | Szczegóły       | Szczegóły                                                                             | Szczegóły                                                                               |
| -------------- | ----------- | --------------- | ------------------------------------------------------------------------------------- | --------------------------------------------------------------------------------------- |
| Godzina: 16:30 |             | (0:1, 0:1, 0:2) | 13:44 (EQ) M. Rossi 27:58 (EQ) B. Baumgartner 47:57 (EQ) M. Judth 53:31 (EQ) M. Rossi | Widzów: 2150 Sędzia główny: Joris Muller Sędziowie liniowi: Artem Korepanow Wiktor Zień |
| Godzina: 16:30 | 22 min. kar |                 | 8 min. kar                                                                            | Widzów: 2150 Sędzia główny: Joris Muller Sędziowie liniowi: Artem Korepanow Wiktor Zień |

| 20 kwietnia 2018 | Ukraina | 6:0 | Rumunia | Pałac Sportu, Kijów |

| Szczegóły      | Szczegóły | Szczegóły       | Szczegóły  | Szczegóły                                                                                |
| -------------- | --- | --------------- | ---------- | ---------------------------------------------------------------------------------------- |
| Godzina: 20:00 | K. Łanin (EQ) 09:20 O. Pieresunko (EQ) 11:20 O. Syrocenko (EQ) 29:19 A. Mateiczenko (EQ) 35:09 D. Danilenko (EQ) 42:02 F. Morozow (PP) 55:41 | (2:0, 2:0, 2:0) |            | Widzów: 5000 Sędzia główny: Christian Persson Sędziowie liniowi: Riley Bowles Havar Dahl |
| Godzina: 20:00 | 2 min. kar |                 | 8 min. kar | Widzów: 5000 Sędzia główny: Christian Persson Sędziowie liniowi: Riley Bowles Havar Dahl |

Tabela
| Lp | Zespół  | M | Pkt | Z | Zd | Pd | P | G+ | G- | +/- |
| -- | ------- | - | --- | - | -- | -- | - | -- | -- | --- |
| 1. | Ukraina | 5 | 12  | 4 | 0  | 0  | 1 | 18 | 8  | +10 |
| 2. | Austria | 5 | 12  | 4 | 0  | 0  | 1 | 20 | 7  | +13 |
| 3. | Japonia | 5 | 10  | 2 | 2  | 0  | 1 | 12 | 11 | +1  |
| 4. | Węgry   | 5 | 7   | 2 | 0  | 1  | 2 | 14 | 11 | +3  |
| 5. | Włochy  | 5 | 4   | 1 | 0  | 1  | 3 | 11 | 13 | -2  |
| 6. | Rumunia | 5 | 0   | 0 | 0  | 0  | 5 | 5  | 30 | -25 |

      = awans do I dywizji, grupy A       = spadek do II dywizji, grupy A
Statystyki indywidualne
- Klasyfikacja strzelców:  Taiga Abe
- Klasyfikacja asystentów:  Benjamin Baumgartner/ Dmytro Danilenko
- Klasyfikacja kanadyjska:  Benjamin Baumgartner/ Dmytro Danilenko
- Klasyfikacja +/-:  Milan Horvath
- Klasyfikacja skuteczności interwencji bramkarzy:  Marvin Kortin
- Klasyfikacja średniej goli straconych na mecz bramkarzy:  Marvin Kortin

Nagrody indywidualne
Dyrektoriat turnieju wybrał trójkę najlepszych zawodników na każdej pozycji:
- Bramkarz:  Eiki Sato
- Obrońca:  David Maier
- Napastnik:  Ołeksander Pieresunko